# Aganope polystachya
Aganope polystachya là một loài thực vật có hoa trong họ Đậu. Loài này được (Benth.) Thoth. & D.N.Das miêu tả khoa học đầu tiên.